# Enarganthe
Enarganthe (лат.) — монотипный род суккулентных растений семейства Аизовые (Aizoaceae), произрастающий на территории Капской провинции ЮАР. На 2023 год, включает один вид — Enarganthe octonaria.

## Название
Родовое научное название Enarganthe происходит от греческого enarges, — «блестящий, видимый, явный», и греческого anthos, — «цветок».
Из-за отсутствия официального русскоязычного названия рода в авторитетных источниках, вероятное произношение на русском языке может быть сформировано на основе транслитерации и этимологии как «Энарганте».

## Ботаническое описание

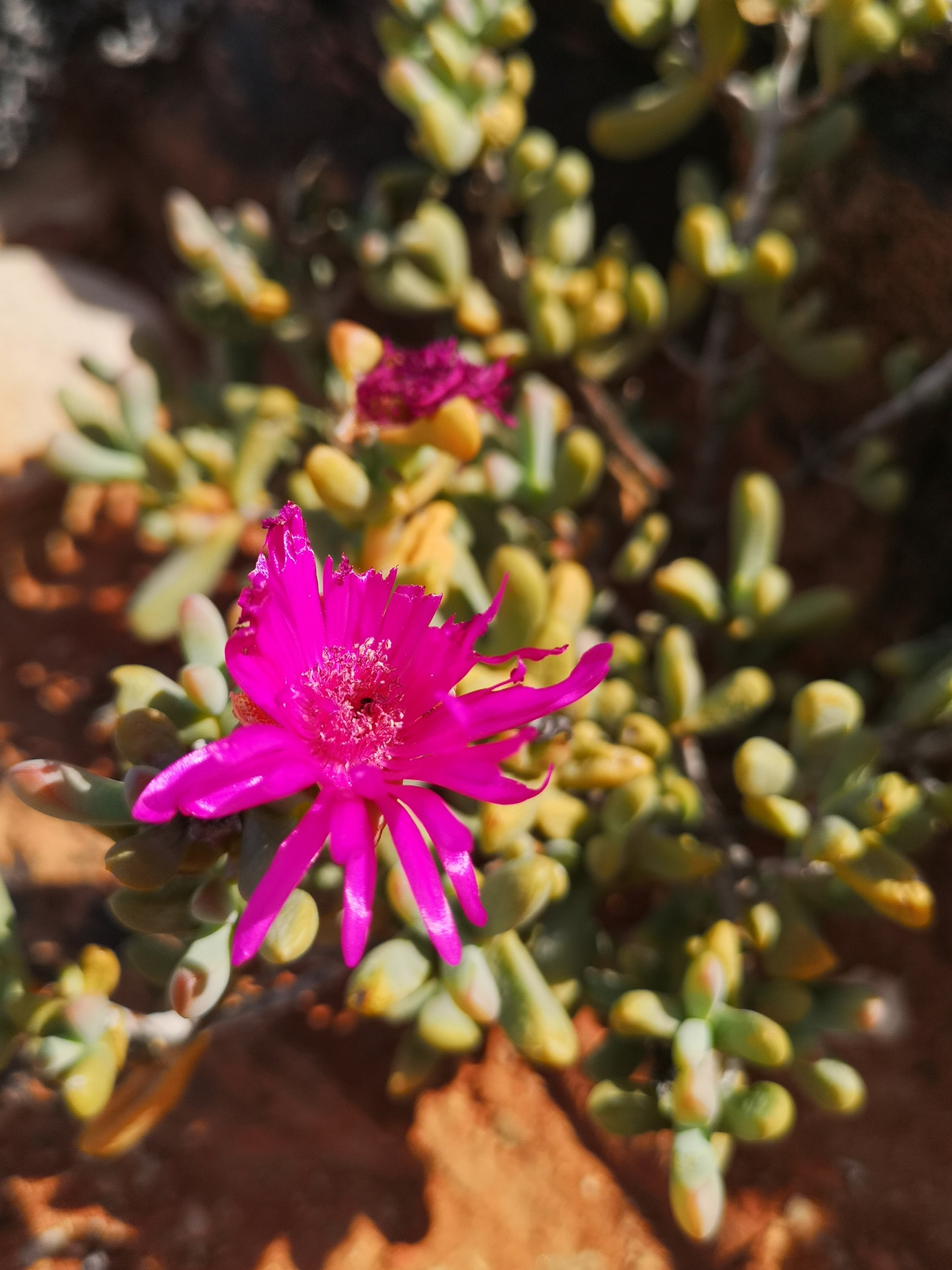
Цветок Enarganthe octonaria

Enarganthe octonaria — кустарник, достигающий высоты до 40 см, с гладкими древесно-одревесневающими ветвями и мочковатыми корнями. Листья супротивные, не сросшиеся, +/- тройчатые с расширенно-округлой вершиной, длиной около +/- 35 мм и диаметром 15 мм. 
Цветки одиночные или иногда с 2 дополнительными боковыми цветками, на короткой цветоножке или практически сидячие, с диаметром 60-70 мм; раскрываются в полдень. Чашелистиков 4, неравных: 2 листовидных и 2 с широким перепончатым краем. Лепестки многочисленные, +/- в 2 ряда, свободные, тупые, ярко-пурпурные, иногда с неясной полосой. Тычинки расположены в одном ряду; нити тычинок сосочковидные, пурпурные; стаминодии отсутствуют. Нектарник образует зубчатое кольцо. Завязь выпуклая сверху; плаценты париетальные; рыльца 8, короткие, игольчатые. Плод — 8-гнездная коробочка, напоминающую плода рода Lampranthus, но с узкими створчатыми крыльями; довольно крупный и древесный. Семена являются грушевидной формы и имеют коричневый до черновато-коричневого цвета.

## Таксономия
Enarganthe N.E.Br., первое упоминание в Gard. Chron., ser. 3, 87: 71. 1930. Род входит в подсемейство Ruschioideae.

### Виды
Согласно данным сайта «Список растений Мировой флоры онлайн» на июнь 2023 года, род состоит из 1 вида:
- Enarganthe octonaria (L.Bolus) N.E.Br.